# Balkas-tó
A Balkas-tó (kazakul: Балқаш көл [Balkas köl (Balqaş köl)], oroszul: озеро Балхаш [ozero Balhas]) nagy részben sósvizű, lefolyástalan tó Kazahsztán délkeleti részében, Közép-Ázsia legnagyobb tava. Ugyanannak a lefolyástalan medencének a része, amelynek a Kaszpi-tenger és az Aral-tó is.

## Hidrológiája

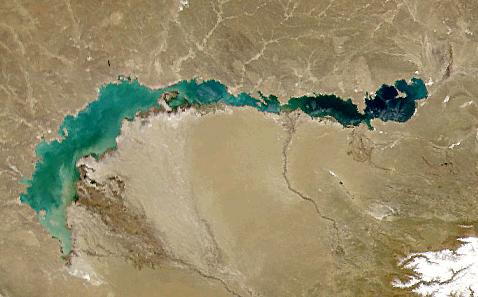
A NASA fotója a Balkas-tóról (2000. április 18-án készítette a SeaWiFS műhold)

Víztükre a tengerszint felett 341,4 méterrel hullámzik.
A tó területe 16 996 km², de az Aral-tóhoz hasonlóan zsugorodik, részben mert a belé ömlő folyók vizének egy részét öntözésre felhasználják.
Partvonala mintegy 2385 kilométer hosszú. Legnagyobb hosszúsága 605 kilométer, legnagyobb szélessége a nyugati oldalán 74, keleten 19 kilométer. Átlagos mélysége 5,8 méter, mért legnagyobb mélysége 25,6 méter. Szerkezetileg tulajdonképpen öt medencéből áll, melyeket szűkületek választanak el egymástól, és közülük a négy kisebb esik a keleti, keskenyebb részre.
Vizének térfogata 106 km³. Vízgyűjtőjének területe 413 000 km², ennek 85%-a Kazahsztánban van, a többi Kínában, illetve egy nagyon kis rész Kirgizisztánban.
A tó nyugati oldala édesvizű, a keleti azonban sós, annak ellenére, hogy ott az átlagos mélység 1,7-szer nagyobb. Ennek az az oka, hogy a nyugati medencébe érkező folyók sokkal több vizet szállítanak.
A Balkas-medence vizei főként hét folyón keresztül jutnak a tóba. Ezek közül a legnagyobb az Ili folyó, amely a ripári övezetek vizének legnagyobb részét viszi a tóba (főleg Kína Hszincsiang-Ujgur Autonóm Területének hegyeiből), más folyók, mint például a Karatal, felszíni és földalatti folyásokat is gyűjtenek. A többi beléömlő folyó: Akszu, Lepszi, Bian, Kapal, Kokszu.

## Történelem
Kr. e. 103 és a 8. század közt a kínaiak a Balkas régióját Pu-Ku, vagy Bu-Ku néven ismerték. A 8. századtól a déli partjai és a Tien-san hegység közt elterülő vidék neve „Hét víz” volt (kazakul: Жетісу, Jetısu [Zsetiszu], oroszul: Семиречье, Szemirecsje (Hét folyó)). A régióban a nomád törökök és mongolok kultúrája Közép-Ázsia letelepült népeiével keveredett. A kínai Csing-dinasztia idején (1644–1912) a tó és vidéke a birodalom északnyugati határát képezte. 1864-ben a kínai-orosz szerződés Oroszországnak juttatta a tavat és környékét. A Szovjetunió felbomlása (1991) után Kazahsztán része lett.

## Problémái
A Balkas-tóra fenyegetést jelent Nyugat-Kína növekvő népessége és iparosodása, ami valószínűleg az Ili folyó vizének fokozódó felhasználásához vezet, és így vízutánpótlása egy részét elveszítve a Balkas sorsa az Aral-tóhoz hasonlóan a gyors zsugorodás lehet.
A vidék városiasodása és iparosodása a Balkas szennyezettségének növekedéséhez vezetett. A csökkenő tófelület és az intenzív halászat egyes itt élő fajok kihalásához vezethet.

## Szigetei

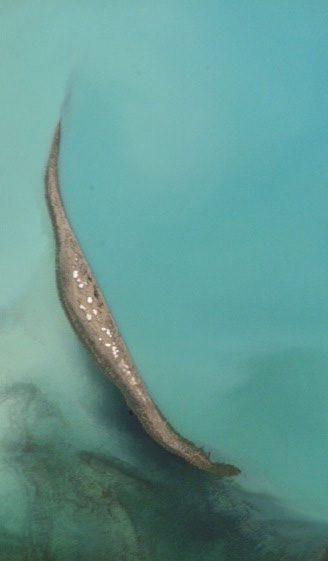
A NASA felvétele a Korzin-szigetről

- Kortin-sziget[4]
- Urta-Aral[5]
- Ajak-Aral[6]
- Ultarakti[7]